# Шикулей
Шикулей (рос. Шикулей) — село у Терському районі Кабардино-Балкарії Російської Федерації.
Орган місцевого самоврядування — сільське поселення Нова Балкарія. Населення становить 11 осіб.

## Історія
Згідно із законом від 27 лютого 2005 року органом місцевого самоврядування є сільське поселення Нова Балкарія.

## Населення
| 2002 | 2010 |
| ---- | ---- |
| 34   | ↘11  |